# ヒ化インジウムガリウム
ヒ化インジウムガリウムはガリウムのヒ化物であり、組成式はInGaAsである。化合物半導体であるため、その性質を利用して半導体素子の材料として多用されている。半導体分野ではインジウム・ガリウム・ヒ素という呼称で呼ばれることも多い。

## 特徴
一般的な半導体材料であるシリコンよりも電子移動度が高いので高周波デバイスとして使用される。大きな単結晶を製造することが困難なため、用途は高周波デバイスなど、一部に限られてきた経緯がある。

## 用途
高電子移動度トランジスタのような高周波デバイスや半導体レーザー、量子ドットレーザー、太陽電池、赤外線撮像素子としても使用される。

## 毒性
発ガン性が指摘されている。